# Кобринка (притока Стугни)
Кобринка — річка на Придніпровській височині, права притока Стугни. В середні віки називалася Лукавицею. На ній розташоване місто Обухів.

## Опис
Кобринка має два витоки — один знаходиться за 200 м на захід від траси Київ-Знам'янка, інший — дещо за 1 км північніше (витоком є невелике озеро). Неподалік від того озеро обидва витоки зливаються у єдину річку.
У Обухові русло річки дуже звивисте, річка хоч і тече на північ, весь час змінює напрям течії (північно-східний, потім північно-західний, далі знову північно-східний). На річці багато озер і невеликих ставків. Оскільки річка тече містом, через неї перекинуто багато невеликих мостів.
У кінцевій частині річка частково тече під землею і про неї нагадує ланцюжок озер вздовж картонно-паперового та біохімічного заводів. Впадає у озеро на Стугні північніше біохмічного заводу.